# Mwenga (spin)
Mwenga is een geslacht van hooiwagens uit de familie Assamiidae.
De wetenschappelijke naam Mwenga is voor het eerst geldig gepubliceerd door Kauri in 1985. 

## Soorten
Mwenga is monotypisch en omvat slechts de volgende soort:
- Mwenga setosa